# Фінансові послуги
Ри́нок фіна́нсових по́слуг — особлива форма організації руху фінансових ресурсів в економічній системі, яка за своїм призначенням має забезпечити юридичним, фізичним особам і державі належні умови для залучення необхідних коштів і продажу тимчасово вільних грошових засобів. За економічною сутністю ринок фінансових послуг — це економічні відносини, що виникають між фінансовими посередниками та іншими економічними агентами з приводу розподілу фінансових ресурсів, купівлі-продажу тимчасово вільних коштів і цінних паперів.
Об'єктивною передумовою функціонування ринку фінансових послуг є необхідність посередництва у взаємовідносинах між економічними агентами з приводу перерозподілу фінансових ресурсів. Кошти можуть бути в наявності в одних суб'єктів господарювання, а інвестиційні потреби виникають в інших. Ринок фінансових послуг виконує роль посередника руху коштів від їх власників до користувачів.
На ринку фінансових послуг визначаються попит і пропозиція на різноманітні фінансові активи.
Об'єктами відносин на цьому ринку є фінансові послуги, що надаються юридичним і фізичним особам, які є власниками і користувачами фінансових активів, операції з фінансовими активами, що здійснюються в Інтересах третіх осіб за власний рахунок чи за рахунок цих осіб, а у випадках, передбачених законодавством І за рахунок залучених від інших осіб фінансових активів, з метою отримання прибутку або збереження реальної вартості фінансових активів.
Суб'єктами ринку фінансових послуг виступають власники фінансових ресурсів, їх користувачі, фінансові посередники, держава в особі спеціальних органів нагляду та контролю. Фінансовими посередниками є особи, які сприяють у налагодженні контактів і укладенні угод між власниками і користувачами фінансових ресурсів. Роль таких осіб виконують фінансові установи — юридичні особи, які надають одну чи декілька фінансових послуг та які внесені до відповідного державного реєстру у визначеному законодавством порядку. До фінансових установ належать банки, кредитні спілки, ломбарди, лізингові компанії, довірчі товариства, страхові компанії, установи накопичувального пенсійного забезпечення, інвестиційні фонди і компанії та інші юридичні особи, виключним видом діяльності яких є надання фінансових послуг.
Перерозподіл фінансових ресурсів можливий в умовах чітко визначеної організаційної структури ринку, на якому укладаються угоди фінансового характеру.
Формування такого організаційного механізму можливе з боку держави і має ґрунтуватися на інституційній основі, що передбачає виокремлення функцій кожного учасника ринку. З організаційної точки зору ринок фінансових послуг є сукупністю фінансових інститутів, що обумовлюють перебіг коштів від власників фінансових ресурсів до їх користувачів під контролем державних органів управління.
Фіна́нсові по́слуги — це послуги фінансового посередництва або послуги з кредитування. Прикладом організацій, що надають фінансові послуги є банки, страхові, інвестиційні, лізингові, брокерські компанії та багато інших компаній.
Фінансові послуги — це найбільша за обсягом індустрія у світі, за даними на 2004 рік частина ринкової капіталізації цієї індустрії у S&P 500 становить 20 %.
Фінансові послуги складають великий і зростаючий сектор фактично у всіх розвинених економіках і таких, що розвиваються. Темпи зростання цього сектора особливо високі в тих економіках, які зазнають стрімкої модернізації. Торгівля фінансовими послугами також зростає швидкими темпами внаслідок комбінації нових і зростаючих ринків у країнах, що розвиваються та з перехідною економікою, лібералізації фінансів і торгівлі, використання нових фінансових інструментів і стрімких технологічних змін. Проте, сектор фінансових послуг набагато важливіший, ніж його прямий вплив на економіку.
Фінансові послуги є основою сучасної економіки. Будь-яка господарська діяльність так чи інакше залежить від послуг, які забезпечуються фінансовим сектором.
Об'єктивною передумовою функціонування ринку фінансових послуг є необхідність посередництва у взаємовідносинах між економічними агентами з приводу перерозподілу фінансових ресурсів. Кошти можуть бути в наявності в одних суб'єктів господарювання, а інвестиційні потреби виникають в інших. Ринок фінансових послуг виконує роль посередника руху коштів від їх власників до користувачів.

## Банківські послуги
Як правило, у всіх країнах особливим чином регулюються ряд фінансових послуг право здійснення яких належить тільки банкам. До цих послуг відносяться:
- залучення коштів на депозити;
- розрахунково-касове обслуговування;
- інкасація коштів, векселів, платіжних та розрахункових документів;
- купівля-продаж іноземної валюти в готівковій та безготівковій формах;
- видача банківських гарантій;

Існують фінансові послуги, які надаються не тільки банками:
- Кредитування (включаючи житлове кредитування або іпотеку);
- Факторинг;
- Форфейтинг;
- Грошові перекази.

Існує також поняття мікрофінансування і мікрофінансових послуг (мікрокредитування, мікрострахування тощо). Ці послуги надаються в країнах, що розвиваються і відсталих країнах людям, які через своє важке матеріальне становище не можуть претендувати на звичайні фінансові послуги.

## Інвестиційно-банківські послуги
- Управління активами;
- Довірче управління фінансовими ресурсами.
- Депозитарні послуги.
- Брокерські послуги.
- Фінансове консультування.
- Оцінка власності.

## Страхові послуги
- Страхові брокерські послуги.
- Страхування.
- Перестрахування.

## Інше
- Лізингові послуги.
- Біржові послуги.
- Рейтингові послуги.